# Vînohradne, Tokmak
Vînohradne (în ucraineană Виноградне, în germană Alt Nassau) este localitatea de reședință a comunei Vînohradne din raionul Tokmak, regiunea Zaporijjea, Ucraina. Satul a fost locuit de germanii pontici.  

## Demografie
Componența lingvistică a localității Vînohradne
     Ucraineană (89,02%)
     Rusă (10,49%)
     Alte limbi (0,49%)
Conform recensământului din 2001, majoritatea populației localității Vînohradne era vorbitoare de ucraineană (89,02%), existând în minoritate și vorbitori de rusă (10,49%).